# バニラスカイチャンネル
バニラスカイチャンネル（VANILLASKY CHANNEL）は株式会社GOODSPEED MANAGEMENTが運営する成人向けの衛星放送チャンネル（スカパー!プレミアムサービスCh.958）。

## 概要
「美女・美少女専門チャンネル」をコンセプトに、人気女優作品から素人企画モノなど中心に放送。
チャンネルのイメージガールとして、バニラガールズを結成。メンバーは松本メイ、倉多まお、宇佐美まい、葉山めい、雲乃亜美、咲田ありな、青山未来。
スカパー!アダルト放送大賞参加チャンネル。
加入にあたっては、成人向けチャンネルであるため年齢制限に該当しないことを示すための身分証明の提出と、年齢制限該当者が視聴できないようにするための措置を取ることが義務付けられている。

## 沿革
- 1998年3月 - ディレクTVをプラットフォームとして、「まんぞくチャンネル」として開局[1]。
- 1998年7月1日 - スカイパーフェクTV!(後のスカパー!プレミアムサービス (標準画質) )をプラットフォームにして放送開始。
- 2000年9月30日 - ディレクTVのサービス終了に伴い、放送を終了。
- 2012年10月、「まんぞくチャンネル+」としてハイビジョン放送開始。
- 2012年12月 - チャンネル名を「NPGまんぞくチャンネル」に変更。
- 2013年6月30日 - スカパー!プレミアムサービス (標準画質) での放送を終了。
- 2013年7月 - GOODSPEED MANAGEMENTに移管し、チャンネル名を「バニラスカイチャンネル」に変更。